# Janez Frey
Janez Frey, slovenski jezuit in pedagog, * 1609, Celje, † 4. september 1676, Passau.
Bil je rektor Jezuitskega kolegija v Celovcu (6. februar 1659–23. januar 1663), v Ljubljani (11. september 1666–22. september 1669) in v Passau (1676).